# Mangkunegara I

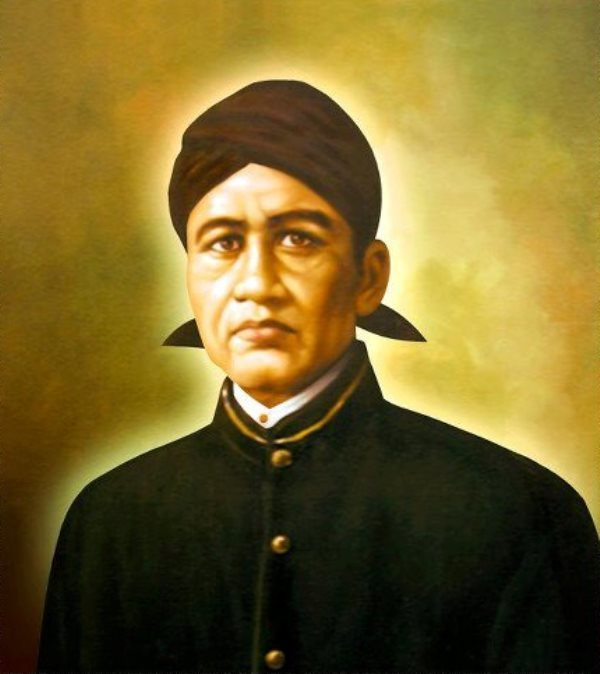
Raden Mas Saïd / Mangkunegara I

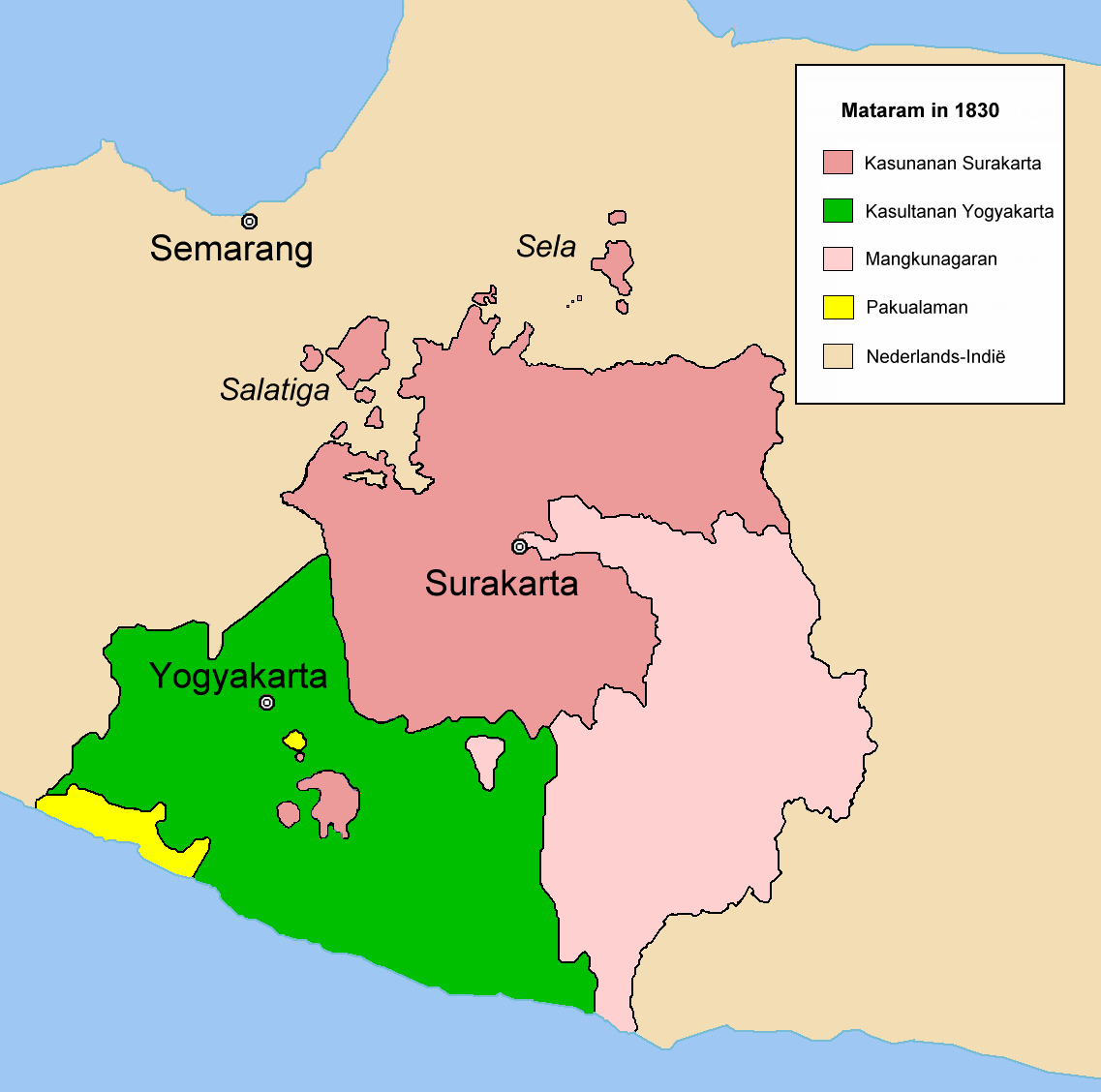
Mangkoenegaran in 1830 (lichtroze)

Sri Mangkunegara I, ook wel "Raja Mangkunagaran", daarvoor genoemd Raden Mas Saïd, bijgenaamd "Sambernyawa" (Surakarta, 1725 – aldaar, 1795), was een Javaanse prins en legercommandant van het keizerlijk huis van Mataram uit het vorstengeslacht van Kartasura, die in de derde van de Javaanse successie-oorlogen een derde deel van het ooit zo machtige rijk 'terug' in handen kreeg. Hij regeerde over Mangkunegaran van 1757 tot 1795. Zijn opvolgers zouden doorregeren als vazal van de VOC en later van Nederland, tot 1945.
Raden Mas Saïd werd geboren op 7 april 1725 in het paleis van Surakarta, alwaar hij ook stierf op 28 december 1795. Zijn bijnaam Sambernyawa betekent "de oogster van de zielen" en slaat op Mas Saïd's succes in de Javaanse opvolgingsoorlog die vele mensenlevens kostte. Een van zijn Nederlandse tegenstanders, Nicolaas Hartingh, gaf hem deze bijnaam.

## Guerrillaoorlog
Mas Saïd was van hoge Javaanse adel. Zijn vader was Pakubuwono II van Surakarta en zijn moeder was Raden Ayu Wulan, een van diens vrouwen. Van vaderskant stamde hij dus uit het keizerlijk huis van Mataram, de Kartasura. Van moederskant stamde hij af van Sambernyawa Balitar en was hij eveneens de kleinzoon van Amangkurat I van Mataram. Mas Saïd's vader, Susuhunan Pakubuwono II, was een zwak vorst die sterk onder Nederlandse invloed stond. Dat zinde de keizerlijke prinsen niet. Toen in 1743 de VOC machtig genoeg dacht te zijn om de voor de handel belangrijke kustgebieden in handen te krijgen, werd zij fel tegengewerkt door een aantal prinsen aan het hof. De VOC zette echter door. Daarop startte prins Mangkubumi, de broer van Pakubuwono II, samen met zijn neef prins Mas Saïd een guerrillaoorlog tegen de Nederlanders.

## Opvolgingsoorlog
Al voor de dood van Sri Pakubuwono II brak in 1749 de Derde Javaanse Successieoorlog uit om de troonsopvolging van Mataram. Prins Mangkubumi weigerde de opvolging door een Nederlandse marionet en claimde de macht over Mataram. Door het volk werd hij ook als de rechtmatige opvolger beschouwd. Mangkubumi was beledigd door de behandeling die hij, een keizerlijk prins en broer van de regerende vorst, van gouverneur-generaal van Imhoff had ontvangen. Van Imhoff stookte echter opzettelijk in de dynastieke aangelegenheden. De Nederlanders erkenden zijn claim niet en wensten een pro-Nederlandse troonsopvolger. 
Op zijn ziekbed in 1749 gaf Pakubuwono II het hele Mataram-rijk in een testamentaire beschikking aan de VOC en verzocht de Nederlanders zijn opvolger aan te wijzen. Die vonden de Nederlanders in (de latere) Pakubuwono III van Surakarta. Hoewel het rijk officieel volgens contract zijn onafhankelijkheid verloor en de guerrilla- en opvolgingsstrijd voorbij leek, bleek dat de VOC in werkelijkheid alleen macht had over de vorst, niet over zijn volgelingen. 
Toen Pakubuwono II overleed riep Mangkubumi zich uit tot Sultan. In de strijd werd Mangkubumi geholpen door Mas Saïd, die een zeer effectieve strategische oorlog voerde tegen de vorst en zijn Nederlandse bondgenoten. Mas Saïd werd een legendarische aanvoerder in de strijd. Hij won beslissende veldslagen bij Grobogan, Demak en de Bogowonto. Bij de Slag bij de Bogowontorivier in 1751, werd het Nederlandse leger onder De Clerck verslagen door de troepen van Mangkubumi. 

## Tweedeling
In 1755, na zes jaar oorlog, beheerste prins Mangkubumi het zuidwesten van het keizerrijk. De susuhunan behield met de Nederlandse militaire en politieke steun de controle over het noorden en oosten van zijn rijk. Mas Saïd en Mangkubumi raakten echter met elkaar gebrouilleerd en de Nederlanders zouden daar handig gebruik van maken. De opvolgingsstrijd was ideaal terrein voor een klassieke verdeel-en-heers politiek: De VOC sloot vrede met Mangkubumi en in ruil voor de "macht" over de helft van Mataram, zou Mangkubumi geholpen worden in zijn strijd tegen Mas Saïd. In 1755 werd Mangkubumi geïnstalleerd als sultan Hamengkubuwono I van Yogyakarta. De hoge kosten en gebrek aan middelen noopten de twee pretendenten om het ooit zo machtige Mataram te verdelen in twee nieuwe sultanaten: Surakarta en Yogyakarta. De verdeling werd op 13 februari 1755 definitief geregeld in het verdrag van Giyanti.

## Driedeling
Twee jaar later, in 1757, resulteerde een opstand onder leiding van Mas Saïd in een verdere opdeling van het grondgebied. Mas Saïd moest zich gewonnen geven, maar uit "erkenning" werd hem, bij het verdrag van Salatiga,  door de Nederlanders de macht gegeven over het zuidoostelijk deel van Mataram. Hij verwierf koninklijke apanages en de titel Mangkunegara I. Het rijk was uiteindelijk dus in drie vorstenlanden verdeeld. De vorst van Surakarta, nota bene door de Nederlanders aangesteld en ooit erg machtig, hield maar een derde over van zijn oorspronkelijke rijk. Beide vorsten én Mangkunegara I moesten de Nederlanders als hun meesters of suzereinen erkennen.
In 1988 werd Mangkunegara I uitgeroepen tot "pahlawan nasional Indonesia" of Nationale held van Indonesië.